# Liste des évêques d'Eauze

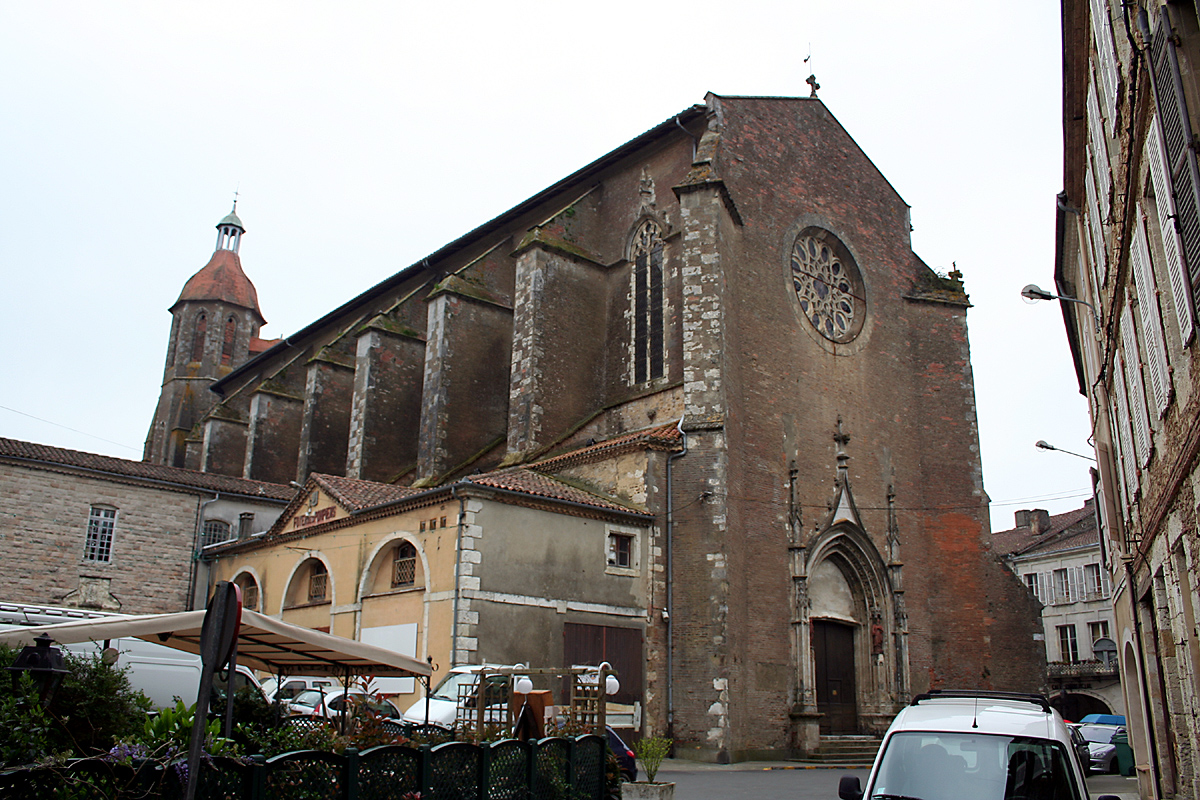
La cathédrale saint-Luperc d’Eauze

La liste des évêques d'Eauze (localité de l'actuel département français du Gers) débute au IIIe siècle et prend fin au IXe siècle, lorsque le diocèse d'Eauze est absorbé par le diocèse d'Auch.

## Histoire sommaire du diocèse d'Eauze
Le christianisme est prêché dans cette région de l'Empire romain (partie sud de la province d'Aquitaine) par saint Saturnin (mort en 250), qui nomme saint Paterne comme évêque de la cité des Elusates , dont le chef-lieu est Elusa (Eauze). 
Sous le règne de l'empereur persécuteur Dioclétien (de 284 à 305), Eauze devient le chef-lieu de la province nouvelle de Novempopulanie (Aquitaine troisième), de sorte que l'évêque d'Eauze devient évêque métropolitain (archevêque) de cette province. 
Le titre d'archevêque est transféré à Auch après la destruction d'Eauze au début du IXe siècle.  

## Liste des évêques et archevêques d'Eauze

### Jusqu'à l'édit de Milan (313)
- Saint Paterne,
- Saint Servad,
- Saint Optat,
- Saint Pompidien,
- Saint Taurin[1] : il quitte Eauze pour se réfugier à Auch vers 290 à la suite d'une attaque des Alamans ou des Francs (ou peut-être de bagaudes) ; il crée l'évêché d'Auch, puis rentre à Eauze, où il est martyrisé en 313.

En 313, l'empereur Constantin, qui vient de vaincre ses rivaux après sa vision du pont Milvius (In hoc signo vinces), promulgue l'édit de Milan, qui rend le christianisme légal dans l'empire.

### De l'édit de Milan (313) à la création du royaume wisigoth de Toulouse (418)
- Mammertin, présent au concile d'Arles en 314.

### Période du royaume wisigoth (418-507)
Le Ve siècle est marqué par l'installation de différents royaumes germaniques en Gaule, notamment le royaume wisigoth de Toulouse (418) en Aquitaine et le royaume des Burgondes (437) dans le nord de la Narbonnaise (Lyon, Genève). À noter que ces deux peuples germains sont chrétiens, mais de tendance arienne, alors que les chrétiens romains sont nicéens.
- Saint Cérat, évêque de Grenoble, chassé de son pays par l'invasion burgonde
- Saint N(...), martyrisé en 469 par Euric, roi des Wisigoths.

### Période du royaume franc mérovingien (507-751)
Après la fin de l'Empire d'Occident (476), la Gaule est conquise par Clovis, roi des Francs, qui, jusque là païen, se convertit au christianisme nicéen en 496 (baptême de Clovis à Reims). Les Wisigoths, battus en 507, sont refoulés en Hispanie.
- Saint Clair (mort en 510) : rétabli sur le siège d'Eauze vers 500, il assiste en 506 au concile d'Agde. Il meurt en 510.
- Léonce (en latin Leontius) : il assiste, en 511, au concile d'Orléans, où il lit la lettre adressée par Clovis aux évêques présents au concile.
- Aspais ou Aspase (Aspasius), présent aux conciles d’Orléans de 533, 541, et 549 ; il préside en 551 le synode provincial d’Eauze.
- Laban : il assiste au concile de Paris de 573. Il se fait représenter au concile de Mâcon de 585.
- Désidère, ou Desiderius. Il est cité en 585 par Grégoire de Tours comme successeur de Laban. Il vécut jusqu'en 614.
- Leodomundus (mort en 614) : il assiste au concile de Paris de 614;
- Senoc (mort en 650) : accusé par le duc de Vasconie d'avoir participé à la révolte des Vascons, il est banni par le roi Clotaire II en 622, mais est pourtant présent au premier concile de Reims, en 625.
  - il est remplacé par Palladius assisté par son fils Sidocus (ils sont cités en 626 dans la chronique de Frédégaire) ; Sidocus assiste en 627 au concile de Clichy.
  - Senoc est rétabli par la suite.
- Scupilio assiste en 675 au concile de Saint-Pierre de Granon.
- Paterne II est évêque d'Eauze jusqu'à la destruction de la ville en 722.

## La fin de l'évêché d'Eauze
Il n'y a plus d'évêque d'Eauze connu après Paterne II. 
La disparition de l'évêché d'Eauze pourrait être liée à l'incursion des musulmans Omeyyades en Aquitaine en 721-722, après qu'ils ont conquis la péninsule Ibérique et même pris Narbonne en 719. Ils sont attus à Toulouse en 721, par le duc d'Aquitaine Eudes, vainqueur du chef musulman Al-Samh. On a pu dater des destructions à Séviac entre la fin du VIIe et le début du VIIIe siècle[pas clair]. En 732, Abd al-Rahman bat le duc Eudes à Bordeaux, mais est finalement vaincu à Poitiers par les troupes franques de Charles Martel, maire du palais d'Austrasie. L'abandon de l'évêché d'Eauze dès cette époque est soutenue par P. Sentetz.
Mais ce n'est qu'au début du IXe siècle que l'évêché d'Eauze disparait formellement, lorsque Taurin II réunit le siège d'Eauze à celui d'Auch, conformément à une décision probablement prise au concile de Toulouse en 829. 
Son successeur, Ayrard est reconnu comme archevêque d'Auch par le pape en 879.